# 艾克湖
艾克湖是俄羅斯和哈薩克的鹹水湖，位於俄羅斯奧倫堡州與哈薩克阿克托貝州接壤邊境，海拔高度243米，長12.5公里、闊10公里，面積65平方公里。